# 카이저바위쥐
카이저바위쥐(Aethomys kaiseri)는 쥐과 쥐아과에 속하는 설치류의 일종이다. 앙골라와 부룬디, 콩고민주공화국, 케냐, 말라위, 르완다, 탄자니아, 우간다, 잠비아에서 발견된다. 자연 서식지는 아열대 또는 열대 기후 지역의 건조림과 습윤 산지림이다.